# Rejon aznakajewski
Rejon aznakajewski (ros. Азнака́евский райо́н, tatar. Азнакай районы) – rejon w należącej do Rosji autonomicznej republice Tatarstanu.
Rejon leży we wschodniej części kraju; jego ośrodkiem administracyjnym jest miasto Aznakajewo. Rejon ma powierzchnię 2168,65 km²; zamieszkuje go 58 966 osób (wg danych na rok 2021).